# Dorrington (Lincolnshire)
Dorrington is een civil parish in het bestuurlijke gebied North Kesteven, in het Engelse graafschap Lincolnshire met 344 inwoners.